# Patrullas de Autodefensa Civil
Die Patrullas de Autodefensa Civil (1981 bis 1995) waren paramilitärische Verbände im guatemaltekischen Bürgerkrieg.

## Strategie der asymmetrischen Kriegführung
Die Patrullas de Autodefensa Civil (PAC) wurden strategisch  in der Asymmetrischen Kriegführung eingesetzt. Sie führten zu einer Militarisierung des täglichen Lebens in indigenen Gemeinden in Guatemala.
Die PAC wurden von den Regierungstruppen von Guatemala Ende 1981 eingeführt. Das vorrangige Ziel war die aktivere Einbindung von Gemeinden in die Aufstandsbekämpfung.
Die Regierungstruppen hatten wahrgenommen, dass die Aufständischen auf eine starke Unterstützung in der Zivilbevölkerung zählen. Mit dem Einsatz der PAC wurde einerseits versucht, die Gemeinden vor dem Eindringen der Guerilla zu verschließen und andererseits zu ermitteln, wo sie präsent war. Die PAC wurden unter der Regierung Fernando Romeo Lucas García eingerichtet und mit dem
Plan Nacional de Seguridad y Desarrollo am 1. April 1982 unter der Junta von Efraín Ríos Montt bestätigt. Unter der Regierung Marco Vinicio Cerezo Arévalo wurde mit dem Decreto 19-86 vom 10. Januar 1986 der Name in Comités Voluntarios de Defensa Civil geändert.
Über die Anzahl der Mitglieder der PAC wurden bisher keine offiziellen Angaben gemacht.
Seit 1982/1983 wurden etwa 900.000 Campesinos zwischen 15 und 60 Jahren, was etwa 80 % der männlichen Bevölkerung in den indigenen ländlichen Gebieten entspricht, rekrutiert.
In der Regierungszeit von Vinicio Cerezo (1986–90) sank die Mitgliederzahl der PAC auf etwa 500.000 und zur offiziellen Auflösung der PAC 1995 waren noch etwa 375.000 organisiert. Mit den PAC konnten Kosten eines Überwachungs- und Repressionssystems aus den Verteidigungsbudget auf die Bevölkerung verlagert werden.
Es gab viele Fälle von knapper Ausrüstung mit Waffen und fehlenden Gehältern. An vielen Orten wurde besonders für Unterhaltsaufgaben und Herstellung von Infrastruktur Zwangsarbeit eingesetzt.
In Bezug auf eine Truppenökonomie wurden durch den Einsatz von PAC militärische Kräfte für andere Einsatzgebiete frei.
Die indigene Gemeinde der Xococ in Rabinal wurde 1981 als erste in der PAC organisiert. Sie sahen sich als Gegensatz zur Bevölkerung vom Río Negro, die sie alle für Guerilleros hielten. Die Einbeziehung der Bevölkerung in die Kriegsanstrengungen geschah nach einem Konzept zur Erlangung der sozialen oder psychologischen Kontrolle.
Es wurde sorgsam nach militärstrategischen Aspekten abgewogen.
Die PAC sollte von der Bevölkerung gewollt sein und ihr nicht oktruiert werden.
Es sollten niederschwellige Anfangserfolge aufgezeigt werden um den Zusammenhalt zu stärken und die Kampfmoral zu heben. Menschen, welche über Zuneigung verfügten, sollten als Leiter angesprochen werden, womit die Aushändigung von Waffen ein kalkulierbares Risiko wurde.

## Menschenrechtsverletzungen der PAC
Von der Summe der durch das Projekt REMHI gesammelten Zeugenaussagen waren die PAC für 12,76 % der Taten und die Comisionados Militares, (militärisch Beauftragten) für 7,44 % der Taten verantwortlich.
Etwa jede fünfte Menschenrechtsverletzung ist diesen irregulären Regierungstruppen zuzuschreiben.
Die PAC waren an 3,4 % der Morde, an 2 % der Folterungen und anderen grausanem Behandlungen an 1,82 % der Desaparición forzadas 1,8 % ungesetzlichen Verhaftungen und an 1,18 % der Bedrohungen beteiligt.
Die PAC und die Comisionados Militares erscheinen in einem von fünf Todesfällen als Folge der Verfolgung in der Montaña (außerörtliche Gebiete) als Beteiligte, was 1,3 % der dokumentierten Menschenrechtsverletzungen entspricht. Die PAC taucht bei nahezu jedem fünften Massaker (18,12 %) und die Comisionados Militares bei jedem zwanzigsten (5,38 %) als direkte Verantwortliche auf. Für nahezu ein Viertel der Massaker waren diese beiden irregulären Regierungstruppen verantwortlich. Massakern und schwere Menschenrechtsverletzungen mit Beteiligung der PAC fanden in Xococ (Baja Verapaz), Vegas de Santo Domingo, Patixlán, Chuaperol (Rabinal), Nimacabaj (Rabinal), Panacal, La Ceiba, Pinchec (Baja Verapaz), Pojom, Colotenango (Huehuetenango) und Chacalté (El Quiché) statt.

## Einführung der Patrullas
Zur Gründung der Patrullas und der Beteiligung der Menschen nutzten die Regierungstruppen bestehende Organisationsstrukturen in den Gemeinden und verwendeten diese zur Rekrutierung und Kontrolle der Bevölkerung. Die Mehrheit der Strukturen waren hierarchisch auf Funktionäre oder Autoritäten, wie die Comisionados Militares ausgerichtet. Es wurden aber auch andere Formen von Gemeinde oder Produktionsstrukturen genutzt.
An vielen Orten gab es Beauftragte, die von den regulären Regierungstruppen mit der Organisation, Kontrolle des Funktionieren der PAC verpflichtet wurden, was diese in der Dorfhierarchie aufwertete.
Die Macht der Waffen und die Straflosigkeit ihrer Aktionen galten auch für lange Zeit danach. Nach der Zeit der Massaker und Massenmorde, erfüllten diese Beauftragten eine militärische Kontrollfunktion in den Gemeinden, durch die Patrullas präsentierten sie ihre Macht, nötigten oder drohten anderen sozialen oder politischen Gruppen.

## Erzwungene Freiwilligkeit
Damit sich die Menschen an der PAC beteiligen wurde Druck durch Zwang, Vorwürfe und Morddrohungen auch gegen Familienangehörige ausgeübt. Die soziale Kontrolle machte es sehr schwer, nicht an der PAC teilzunehmen.
Zu den Motiven der Teilnahme gehörte Angst vor Bestrafung, Ausweglosigkeit und Erlernte Hilflosigkeit.
Im Lauf der Zeit traten kollektive Versuche von Gemeinden, die Teilnahme am Sicherungssystem der PAC zu verweigern, immer seltener auf, zumal es strategisch nachrangigen Gebieten Sicherheit vermittelte.
Trotz Widerstand aus der Bevölkerung gegen die PAC funktionierte das System PAC an vielen Orten bis zum Ende des Bürgerkrieges.
Viele Gemeinden wurden gezwungen, sich in PAC zu organisieren da andernfalls die Regierungstruppen drohten sie zu ermorden.
In anderen Fällen, stellten die Patrouillen eine Möglichkeit dar, sich gegenüber Nachstellungen der Armee, zu behaupten.
Das Engagement in der Armee, bedeutete die Nichtzusammenarbeit mit der Guerilla.
Das System PAC zwang die Zivilisten auf Seiten der Regierungstruppen am Bürgerkrieg teilzunehmen.
Wer sich nicht an der PAC beteiligte, wurde beschuldigt Guerilla zu sein.
Die Regierungstruppen nutzte Bürgerinitiativen und soziale Organisationsformen um das System PAC zu vermitteln.
Die politischen Bildungsangebote wurden zur Informationsquelle über die Fähigkeiten und Möglichkeiten der Bevölkerung eingesetzt.
Die Unterweisungen waren auf die Aufnahmefähigkeit der Bevölkerung abgestimmt.

## Struktur der Patrullas
Die PAC hatten eine militärisch hierarchische Struktur. Es gab Pelotones de Patrulleros und jeweils einen Jefe de Patrulla, welcher wiederum einem Kommandanten der regulären Regierungstruppen unterstellt war. In einigen Gemeinden, in welchen die Regierungstruppen keine Seitenwechsel befürchteten, ließen sie den Jefe de Patrulla von den Pelotones de Patrulleros wählen, was Akzeptanz des Systems PAC förderte. In den meisten Fällen wurde der Jefe de Patrulla von den Regierungstruppen ernannt.

## Militärisches Training der Patrullajes
Zur Steigerung der militärischen Wirksamkeit wurden die PAC trainiert und zur Disziplin gedrillt. Viele der Patrullajes hatten keinen Grundwehrdienst. Die Ausbildung sollte Bürgerkunde und militärisches Training umfassen. Diese Aktivitäten des physischen Trainings und der militärischen Unterweisung wurde vorzugsweise an Orten entwickelt, an welchen der Generalstab der Regierungstruppen die Präsenz oder die Nähe von Guerilla vermutete. An vielen Orten wandelten sich solche Übungstage in gemeinsame Notstandsübungen der gesamten Bevölkerung. Die Ausbildung wurde von Veteranen abgehalten. Vom 15-Jährigen bis zum alten Mann wurden alle drangsaliert. Die halbe Woche gab es bürgerlichen Unterricht. Abhängig vom Ort mussten Frauen und Männer teilnehmen.
Das Vertrauen, welches die Regierungstruppen in die PAC hatten, war an der Bewaffnung der PAC abzulesen. Diese war häufig knapp und bestand aus privaten selbstgebauten Waffen, Jagdwaffen, Knüppeln, Macheten. Bewaffnung war teilweise Ursache für Konflikte innerhalb der PAC eines Dorfes. Es kam häufig vor, dass Patrouillen als Ortskundige eingesetzt wurden und an Massakern mit den Regierungstruppen teilnahmen. Es gab auch Fälle, in welchen sich Patrouillen gegenüber Nachbargemeinden feindlich verhalten haben. In seltenen Fällen handelten die PAC alleine. Die Mitglieder des PAC streiften durch die Landschaft um Guerillas zu finden. Sie wurden auch als ortskundige Führer sowie als Schild vor Angriffen der Guerilla eingesetzt. Die regulären Regierungstruppen legten in der Marschordnung fest, dass die Mitglieder der PAC vorausgingen und so auf Hinterhalte stießen oder Minen auszulösen.

## Festnahmen
In den ländlichen Gebieten besonders im Ixil und in Alta Verapaz suchten die PAC mit regulären Regierungstruppen nach vermuteten Kollaborateuren der Guerilla, deren Namen auf Listen standen. Aber diese Festnahmen richteten sich nicht nur gegen vermutete Kollaborateure, sondern entwickelten für sich eine eigene Dimension der Schreckensherrschaft. Es wurde von Fällen berichtet, bei denen Menschen verhaftet
und ermordet wurden, die nicht gesucht wurden, ihre Namen jedoch ähnlich waren oder die angeblich Widerstand bei der Kontrolle geleistet hatten. In vielen Gemeinden, erschienen die PAC mit denunzierenden Nachbarn, diese hatten häufig eine Kapuze über dem Kopf, in manchen Fällen konnte an ihnen Spuren von brutaler Folter beobachtet werden.

## Massaker und Morde
Die PAC beging zahlreiche Morde in ihren eigenen Gemeinden. Die meisten dieser Taten waren nach Zeugenaussagen beispiellos und sie brachten die Opfer mit militärischen Aktionen der Guerilla in Zusammenhang.
Es ist möglich, dass einige von ihnen Mitglieder der Guerilla-Infrastruktur waren, aber die Hinrichtungen waren wahllos und wurden gegen alle möglichen Verdächtigen ausgeführt. Mitten in diesem unkontrollierten Gewalteinsatz waren die Opfer völlig hilflos häufig vor ihren Familien. Bei Massakern und militärischen Übergriffen plünderten und verwüsteten die PAC die Gemeinden.
Sie stahlen Kleidung, Lebensmittel, Tiere.
Manchmal war die Bevölkerung schon aus den Orten geflohen als sie geplündert wurden.
In anderen Fällen wurde vor oder nach dem Massenmord, geplündert.

„Am 1. November um 6 Uhr wurden sie von einer PAC Überrascht, sie gingen, begannen zu laufen. Als sie vom Laufen erschöpft waren... holte sie die PAC ein. An Ort und Stelle wurden sie mit Machetenhieben in Stücke geschlagen. Die älteste Tochter wurde gefoltert und vergewaltigt, um 12 Uhr Mittags wurde sie ermordet.“

## Überwachung
Zu den Funktionen der PAC gehörte die Kontrolle der Gemeindemitglieder, diese konnten sich nicht mehr frei in der Gemeinde bewegen oder verlassen, um zur Arbeit zu gehen, ihre Produkte auszutauschen, ihre Familienangehörigen oder Freunde zu besuchen. Um dies tun zu können, war es notwendig, dass der Comisionado oder der Kommandant der Patrulla den Ausgang erlaubt und einen Passierschein ausstellt, welcher den Militärbehörden am Zielort vorzulegen war.

## Solidarität und Widerstand
Trotz der Folgen, welche die PAC für die Gemeinden hatte, und ihre Beteiligung an vielen schweren Menschenrechtsverletzungen, gab es einige Fälle von gegenseitiger Unterstützung und Widerstand unter den Mitgliedern der PAC, um die negativen Folgen einer Anklage zu vermeiden oder um die Pflicht zu patrouillieren gemeinsam aufzuheben. So wurden Abwesenheiten von der einer Patrouillenschicht bei Krankheit vertuscht. Diese Maßnahmen wurde an Orten möglich, wo die Patrouille nicht die Ideologie der Aufstandsbekämpfung angenommen hatte und die Patrouillen aus Zusammenhalt um eine Anklage der Gemeinde zu vermeiden, durchgeführt wurden. Einige Patrulleros halfen Familien von Opfern bei der Suche nach den Opfern und versuchten sie aus ihrer Position zu schützen.
Es gab Fälle, bei welchen zur Verteidigung von Personen aus der Gemeinde, Patrulleros den Soldaten gegenübertraten oder für die Freiheit der Gemeindemitglieder eintraten.
Ab 1986 waren einige dieser solidarischen Formen des Widerstands gegen die PAC der Ursprung zu einer neu entstehenden sozialen Bewegung, der Consejo Étnico de Comunidades Runujel Junam (CERJ). Diese wandte sich anfangs der 1990er gegen die PAC, aus welcher sie entstand.